# Glenn Thompson
Pour les articles homonymes, voir Thompson.
Cet article possède un paronyme, voir Glenthompson.
Glenn Thompson, né le 27 juillet 1959 à Bellefonte (Pennsylvanie), est un homme politique américain, élu républicain de Pennsylvanie à la Chambre des représentants des États-Unis depuis 2009.

## Biographie
Glenn Thompson est originaire de Bellefonte dans le comté de Centre en Pennsylvanie. Après des études à l'université d'État de Pennsylvanie et à l'université Temple, il devient thérapeute en réadaptation.
De 1990 à 1995, il est élu au conseil des écoles de Bald Eagle, dans le comté de Centre. Il est candidat à la Chambre des représentants de Pennsylvanie en 1998 et 2000, il remporte la nomination républicaine mais il est battu lors de l'élection,. De 2002 à 2008, il préside le Parti républicain dans le comté de Centre.
En 2008, il est élu à la Chambre des représentants des États-Unis dans le 5e district de Pennsylvanie avec 56,7 % des voix face au démocrate Mark McCracken (41 %). Il est depuis réélu tous les deux ans avec plus de 62 % des suffrages.